# Orgelcollectie Ghysels
De Orgelcollectie Ghysels is een verzameling mechanische dans- en kermisorgels die bijeengebracht werd door de Schaarbekenaar Jef Ghysels. Een belangrijk deel van de orgels deed dienst voor de Eerste Wereldoorlog.
De collectie bestaat uit vier grote en twaalf kleinere orgels en omvat daarnaast beeldjes, boeken en documentatiemateriaal. Het oudste orgel is L'Hermione uit Genua en dateert van 1895. Het jongste is de Brusilia; deze werd in 1976 in opdracht van Ghysels gebouwd. De orgels deden dienst tijdens feesten, dansgelegenheden en kermissen.
De collectie werd in 2007 aangekocht door de Vlaamse Gemeenschap. De eerste tentoonstelling werd van oktober 2008 tot maart 2009 gehouden in het Museum Kunst & Geschiedenis in Brussel, waar de danszaal Continental Superstar er speciaal voor werd gebouwd.
In 2010 werd de collectie overgebracht naar een kijk- en luisterdepot in het dorpje Kallo bij Antwerpen. In het geklimatiseerde depot van Katoen Natie worden de instrumenten geconserveerd door ze af en toe te laten draaien en eventueel te repareren. Ook zijn er bezichtigingen op afspraak.
In 2013 werd de collectie toegewezen aan het Museum Vleeshuis in Antwerpen. Dit heeft de bedoeling het in zijn collectie op te nemen na de restauratie van het museumgebouw.